# 헤르마스의 목자
헤르마스의 목자(The Shepherd of Hermas (Greek: Ποιμὴν τοῦ Ἑρμᾶ, Poimēn tou Herma; Latin: Pastor Hermae)는 2세기 후반의 기독교 문학 작품으로, 많은 기독교인들이 귀중한 책으로 여기며 이레네우스와 같은 초대 교회 교부들은 정경으로 여겼다. 이 책은 2, 3, 4세기 기독교인들 사이에서 인기를 끌었다. 코덱스 시나이티쿠스에서 발견된다.

## 역사
「헤르마스의 목자」의 저자는 정확히 알려지지는 않았지만, 일부 학자들 중에는 140-145년경 로마의 감독 피우스의 형제로 보기도 한다. 「헤르마스의 목자」는 한국 개신교회에는 잘 알려지지 않은 문서이지만, 속사도교부의 문헌에서 헤르마스는 매우 중요한 문헌에 속한다. 왜냐하면 「헤르마스의 목자」는 그리스도교 성경의 정경이 확정 될 때 신약성경에 포함시킬 수 있는 모든 그리스도교 저서들 중에서 정경의 선발기준에 가장 밀접했었기 때문이다. 결국 「헤르마스의 목자」는 성경에 포함되지 못했지만, 2세기와 3세기의 여러 문헌들에서는 「헤르마스의 목자」를 영감 있는 서적들 가운데 하나로서 목록에 올려놓았다. 리용의 교부 이레나이우스는 3세기 교부들, 즉 알렉산드리아의 클레멘트와 오리게네스가 그러했던 것처럼 「헤르마스의 목자」를 성경으로 받아들였다. 심지어 4세기 아타나시우스도 처음에는 성경으로 받아 들였다. 하지만 아타나시우스는 367년에 쓴 부활절 편지에서 「헤르마스 목자」를 정경의 목록에서 제외하였다. 그럼에도 이 책은 로마 제국의 여러 지역에서 후기 사도 시대의 그리스도인들에게 큰 영향력을 발휘하였다.

## 신학
비유 5에서 저자는 거룩한 "선재하는 영"으로 충만하고 아들로 입양 된 덕스러운 사람으로서 하나님의 아들을 언급한다. 2세기에 입양론(예수 그리스도가 적어도 초기에는 단지 필멸의 인간이었다는 견해)은 예수의 본성에 관한 두 가지 경쟁 교리 중 하나였으며, 다른 하나는 그가 말씀(로고스) 또는 하나님의 독생자로 미리 존재했으며 잉태 때부터 그렇게 식별되어야 한다는 것이다; 로고스으로서의 그리스도의 정체성 (요 1:1), 로고스는 창조되지 않았으며 하나님 (즉, 아버지)과 본질적으로 신성한 것으로 이해되며, 325 년 니케아 제 1 차 공의회에서 확인되었다. 보그단 G. 부쿠르는 이 문서가 정통 기독교인들 사이에서 널리 받아들여졌지만 입양론적 기독론을 드러낸다는 비판을 받지는 않았다고 말한다. 그는 문제의 구절은 예수님이 자신의 영에 복종하는 사람들 안에 거하시는 것으로 이해해야하며, 따라서 일어나는 입양은 예수님이 아니라 그의 추종자들에게 일어난다고 말한다.
어떤 사람들은 헤르마스가 성령을 하나님의 아들이라고 부르기 때문에 하나님에 대한 이원론적 이해를 가지고 있다고 믿는다. 그러나 모든 사람들이 헤르마스가 이원론에 동의하는 것은 아니다. 켈리는 헤르마스의 기독론을 "이원론과 입양론의 융합"이라고 부른다.
헤르마스는 구원론에 대한 상승 주의적 이해를 가지고 있으며, 구원 받기 위해서는 행위와 믿음이 모두 필요하다. 헤르마스에게 세례는 구원 받기 위해 필요하며 세례를받는 사람들에게 세례 후 죄의 위험에 대해 경고한다.헤르마스의 목자는 세례 후 죄에 대한 두려움 때문에 실제적인 이유로 세례를 연기하는 것을지지 할 수 있다. 에 따르면 세례 후 죄에 빠진 사람들은 참회의 기회가 한 번뿐이다.
이 책은 도덕에 중점을두고 있으며이 작품은 여전히 모세의 율법을 지키는 유대 기독교의 표시이다.
헤르마스는 몬타니즘 예언 적 은사에 대한 믿음과 규율 적 엄격주의에 대한지지와 같은 몇 가지 유사점이 있지만 직접적인 연결은 존재하지 않는다.
노바티안이 공식화 한 원칙은 헤르 마스의 목자에서 유래했다.
어떤 사람들은 헤르마스가 환난 전 휴거의 첫 번째 예라고 주장했다. 헤르마스는 휴거에 대해 언급하지 않았지만, 그는 "[그들의] 믿음 때문에 큰 환난에서 벗어난"신자들과 다른 사람들도 "다가오는 큰 환난"을 피할 수 있다고 썼다.

## 내용
5개의 환상과 12개의 명령, 10개의 비유로 구성되어 있다. 나태하고 게으른 성도들에게 회개와 영적 각성을 주려는 의도에서 기록된 것이다. 터툴리안 몬타누스에 넘어가기 전까지 정경으로 삼았다고 한다. 알레고리가 심해 후대에는 거부되었다. 이레니수와 알렉산드리아 클레멘트, 오래겐 등은 정경으로 인정해야 한다고 주장했다. 초대교회는 거의 정경처럼 다루었다는 점에서 매우 중요한 책이다. 그러나 기독론과 삼위일체론에서 상당히 모호하고, 모순된 부분이 보여 서방교회에서는 부정적으로 바라보았다. 이러한 이유 때문에 결국 정경에서 제외되었다.

## 다섯가지 환상
1. 로데와 노파의 환상
2. 노파와 하늘편지의 환상
3. 노파와 탑의 환상
4. 괴물의 환상
5. 목자의 모습으로 나타난 회개의 천사의 환상

## 열두 가지 계명
1. 유일신 신앙과 절제에 관한 계명
2. 순전함에 관한 계명
3. 진실함에 대한 계명
4. 순결함에 대한 계명
5. 인내에 관한 계명
6. 믿음에 관한 계명
7. 두려움에 대한 계명
8. 절제에 관한 계명
9. 의심에 관한 경고
10. 기쁨과 슬픔에 관한 계명
11. 거짓선지자에 대한 경고
12. 그릇된 욕망에 대한 경고

## 열 가지 비유
1. 타향과 본향의 비유
2. 느룹나무와 포도나무의 비유
3. 겨울숲의 비유
4. 여름숲의 비유
5. 신실한 종의 비유
6. 천사의 비유
7. 천사에게 징벌을 받는 헤르마스
8. 버드나무의 비유
9. 뎔 두 산과 탑의 환상
10. 그리스도의 현현